# Juegos del Pacífico Sur 1999
Los Juegos del Pacífico Sur 1999 fueron la decimoprimera edición del mayor evento multideportivo de Oceanía. Tuvieron lugar entre el 29 de mayo y el 12 de junio en Santa Rita, Guam.
Fue la primera y única edición que no contó con fútbol dentro del programa de deportes. La Confederación de Fútbol de Oceanía y la FIFA exigieron registros más precisos que los que eran utilizados anteriormente, lo que generó un conflicto que derivó en la exclusión del deportes de los Juegos.

## Participantes
| - Fiyi - Guam - Islas Cook - Islas Marianas del Norte - Islas Marshall - Islas Salomón - Kiribati - Micronesia - Nauru - Isla Norfolk | - Nueva Caledonia - Palaos - Papúa Nueva Guinea - Samoa - Samoa Americana - Tahití - Tonga - Vanuatu - Wallis y Futuna |

## Deportes
Aunque el número total de deportes y la mayoría de éstos se desconocen, los siguientes sí aparecen en los registros:
| - Atletismo - Levantamiento de potencia | - Natación - Rugby 7 |

## Medallero
| Núm. | País                     | Oro | Plata | Bronce | Total |
| ---- | ------------------------ | --- | ----- | ------ | ----- |
| 1    | Nueva Caledonia          | 72  | 54    | 44     | 170   |
| 2    | Fiyi                     | 33  | 32    | 37     | 140   |
| 3    | Nauru                    | 27  | 8     | 7      | 42    |
| 4    | Tahití                   | 25  | 18    | 34     | 77    |
| 5    | Papúa Nueva Guinea       | 19  | 31    | 34     | 84    |
| 6    | Samoa                    | 19  | 9     | 4      | 32    |
| 7    | Guam                     | 14  | 32    | 26     | 72    |
| 8    | Samoa Americana          | 7   | 3     | 5      | 15    |
| 9    | Micronesia               | 4   | 2     | 6      | 12    |
| 10   | Islas Salomón            | 3   | 6     | 12     | 21    |
| 11   | Wallis y Futuna          | 3   | 6     | 11     | 20    |
| 12   | Vanuatu                  | 2   | 8     | 12     | 22    |
| 13   | Islas Marianas del Norte | 2   | 6     | 8      | 16    |
| 14   | Tonga                    | 2   | 3     | 10     | 15    |
| 15   | Isla Norfolk             | 1   | 0     | 1      | 2     |
| 16   | Palaos                   | 0   | 7     | 3      | 10    |
| 17   | Kiribati                 | 0   | 3     | 3      | 6     |
| 18   | Islas Marshall           | 0   | 2     | 5      | 7     |
| 19   | Islas Cook               | 0   | 1     | 0      | 1     |